# Споменик НОБ-у у Сремским Карловцима
Споменик НОБ-у у Сремским Карловцима подигнут је у парку испред Стефанеума, у оквиру старог језгра.
Споменик је рађен је у камену, ауторско је дело вајара Павла Радовановића (1923—1981).